# Amfiteater
Amfiteater je odprto prizorišče, ki se uporablja za zabavo, kulturne in druge prireditve ter šport. Izraz izhaja iz starogrške besede ἀμφιθέατρον (amphitheatron), od ἀμφί (amphi), kar pomeni "na obeh straneh" ali "okoli" in θέατρον (théātron ), kar pomeni "kraj za gledanje".
Starogrška gledališča so bila zgrajena v polkrogu s stopničastimi vrstami sedežev nad območjem delovanja (odra). Stari rimski amfiteatri so bili ovalni ali okrogli v tlorisu, s sedeži okrog osrednjega prizorišča. V naravi oblikovane tvorbe (prav tako zaradi podobnosti) lahko imenujemo naravni amfiteater. 
Trije največji rimski amfiteatri (v prvotnem pomenu besede) na svetu so (po velikosti): Kolosej, amfiteater v Capui, regija Kampanija, Italija in amfiteater El Djem v Tuniziji.

## Oblika in funkcija
Starodavni amfiteater je nastal, po mnenju raziskovalcev, iz dveh polkrožnih gledališč, zato tudi tako ime. Na nivoju terena je bila običajno ovalna arena, nad njo pa v koncentričnih elipsah razporejeni sedeži, praviloma na umetno zgrajenih brežinah. Te brežine so zgradili nad oboki, pod katerimi so bili hodniki in stopnišča za dostop gledalcev. Celoten objekt je bil obdan z visokim obzidjem in/ali z vdolbino v zemlji. Večina amfiteatrov je bila v celoti ali vsaj delno pokrita z zapleteno platneno streho (vela ali velaria).
Nekateri menijo, da je amfiteater, kot prizorišče predstav gladiatorskih bojev, neodvisna struktura v razvoju gledališča. Le pri gradnji dvorane (cavea) naj bi bil pomemben zgled antično gledališče. Največji antični amfiteater je bil Flavijev amfiteater, kasneje imenovan Kolosej v Rimu. 
Material, iz katerega so bili amfiteatri zgrajeni, je bil običajno rimski beton ali konkrecija v opečnih opažih ter kamnita obloga. Glede na možnost izvora lokalnega kamna, so bili amfiteatri iz masivnega kamna (v Veroni, Solinu, Pulju). Fasadni plašč je dajal amfiteatru značilno podobo. Bil je členjen z arkadami v katerih so bili kipi. Amfiteater je imel dve do štiri nadstropja. Med seboj so bila ločena s horizontalnimi venci. V spodnji etaži so bili toskanski ali dorski pilastri, v višjih pa jonski in korintski.
V rimskem cesarstvu so se v amfiteatru odvijali prizori gladiatorskih in živalskih borb (munera et venationes), pa tudi velike gledališke predstave in športna tekmovanja. Z njimi so hranili ljudi pod s sloganom "kruha in iger". Amfiteatri so lahko imeli tudi prefinjeno odrsko tehnologijo, s katero so areno spuščali v tla, ali pa so jo celo popolnoma napolnili z vodo. 
V času Cezarja je bil amfiteater v Rimu zgrajen iz lesa in so ga po tekmovanjih podrli. Okoli leta 27 se je ena taka tribuna v kraju Fidenae (vzhodno od Rima) podrla in bilo je ubitih na tisoče ljudi.  Po tej tragediji so se amfiteatri gradili le še iz trdnih materialov. V Kampanji je bil amfiteater iz kamna postavljen že v času pozne republike. 
V Pompejih so našli najstarejšo tovrstno zgradbo (iz 70-tih). Imenovana je bila spectacula. Ime grške besede amfiteater prvič uporabil Strabon, tudi Jožef Flavij ga omenja v povezavi s Herodom leta 25. Najstarejša omemba besede v grškem jeziku je iz libijske Berenice iz časa okoli leta 8 do 6. 
Naraščajoče vrste gledališča so bile imenovane Maenianum.

## Gledalci
Občinstvo se je ukvarjalo z visokimi stavami na svoje borce. To je pogosto pripeljalo do tekmovalnosti in konfliktov. Nemire so sponzorji kaznovali.

## Poznejše gradnje
Oblika amfiteatra kot ovalna arena je postala vzor raznim športnim objektom v kasnejših obdobjih. To so stadioni, ki posnemajo ne le osnovno zasnovo, ampak tudi izgled. V klasicizmu so zrasli veliki objekti, ki so ponazarjali moč oblastnikov. Tako je na primer za Olimpijske igre v Berlinu leta 1936, Hitler dal zgraditi Olimpijski stadion za 100.0000 gledalcev. Načrt je najprej izdelal O. March (betonska stavba s steklenimi vmesnimi stenami), a je moderno rešitev Hitler odklonil. Arhitekt Albert Speer je betonsko konstrukcijo obzidal z masivnim kamnom in s tem približal izgled antičnemu amfiteatru.
Tudi Olimpijski stadion v Münchnu se zgleduje po antičnem amfiteatru. Zgrajen je bil leta 1972, zasnova arhitektov Güntherja Böhnischa in Otta Freia. Nogometno igrišče z atletsko stezo leži v umetno narejeni kotlini, okrog katere se v koncentričnih ovalih dvigajo tribune do nivoja terena. Konstrukcijo streh sestavljajo jekleni stebri, preko katerih so napete jeklene vrvi, na sekundarnih vrveh pa so pritrjene plošče, ki tvorijo strešno opno.
Zanimivo rešitev predstavlja gradnja stanovanjskih hiš v mestu Lucca v Toskani. Material iz amfiteatra (stebre in marmorne obloge) so v letih raznesli in uporabili za druge stavbe, predvsem cerkve. Na ohranjenih ostankih, v srednjem veku imenovanih alla Grotta pa so zrastle stanovanjske hiše, ki sledijo eliptični obliki amfiteatra. Tako je nastal zanimiv mestni trg.

## Rimski amfiteatri
Stari rimski amfiteatri so velike javne zgradbe, krožne ali ovalne oblike in so se uporabljali za razne dogodke: gladiatorske boje, dirke z vozovi, venationes (boje z živalmi) in usmrtitve. Na celotnem območju rimskega imperija so našli okoli 230 rimskih amfiteatrov. Njihove značilne oblike, funkcije in ime so se razlikovale od rimskih gledališč, ki so bolj ali manj polkrožni. Cirkus (podoben hipodromu), ki ima veliko daljšo eno stranico, je bil zasnovan predvsem za dirke s konji in vozovi. Manjši stadioni so bili prvotno načrtovani za atletiko. 
Najstarejši rimski amfiteatri segajo v sredino prvega stoletja pred našim štetjem. Večina je bila zgrajena v okviru cesarstva, od Avgustovega obdobja (27 pr. n. št. - 14 n. št.) dalje. Amfiteatri so se gradili po celotnem rimskem imperiju. Največji so lahko sprejeli med 40.000-60.000 gledalcev. Najbolj izpopolnjeni so bili večnadstropni, z arkadno fasado in bogato okrašeni z marmorjem, štukaturo in kipi. Po koncu gladiatorskih iger v 5. stoletju in bojev z živalmi v 6. stoletju, je večina amfiteatrov začela propadati, njihov material so ropali ali reciklirali. Nekateri so bili porušeni, drugi pretvorjeni v utrdbe. 

## Sodobni amfiteatri
Sodobni amfiteater je ukrivljen, akustično živahen prostor za razne predstave, še posebej na prostem. Sodobni amfiteatri so pogosto fiksne strukture, imenovane školjčne lupine, skledaste oblike z odrom, ki ustvarja akustično območje, ki ojača zvok, zaradi česar je amfiteater idealen za glasbene ali gledališke predstave. Najboljše so polkrožne oblike, kar sicer ni v skladu s pojmom amfiteater, toda kljub temu se je ta navada uveljavila. Taki primeri so na primer  Shoreline Amphitheatre v San Fraciscu ali Hollywood Bowl v Los Angelesu, oba v ZDA. Tudi Gibson Amphitheatre v Los Angelesu ni ustrezen izraz za to gledališče.

## Naravni amfiteatri
Naravni amfiteater je prostor, ki se nahaja v strmem gorskem ali predvsem skalnem naravnem območju, kjer se zvok ojača ali odmeva, zaradi česar je idealen za glasbene in gledališke predstave. Izraz amfiteater se lahko uporablja tudi za naravne formacije, ki bi bile primerne za ta namen, pa tam gledališče ni zgrajeno. 
Pomembni naravni amfiteatri so: Drakensberg amfiteater v Drakensbergu, Južna Afrika, Slane Castle na Irskem, Supernatural amfiteater v Viktoriji, Avstralija in Echo amfiteater, Red Rocks amfiteater v Morrisonu, Kolorado in George amfiteater v zvezni državi Washington, ZDA.
V Sloveniji se naravni Amfiteater imenuje krnica, področje v Julijskih Alpah, ki ga tvorijo gore Široka peč skupaj z Dovškim križem in Škrnatarico.